# Тишерек
Тишере́к — река в России, протекает по Сызранскому району Самарской области. До образования Куйбышевского водохранилища Тишерек впадал в Усу в 49 км по правому берегу. Теперь впадает в Усинский залив Куйбышевского водохранилища на высоте 53 м над уровнем моря. Длина реки составляет 38 км, площадь водосборного бассейна — 495 км².

## Населённые пункты
У истока река протекает через село Троицкое сельского поселения Троицкое. Ниже рядом по берегам реки стоят деревня Бутырки, село Чекалино и деревня Новоселки сельского поселения Чекалино. Далее река течёт мимо деревень сельского поселения Ивашевка Васильевка и Петровка и сёл Радужное и Троекуровка. Около устья река протекает между сёлами Усинское и Губино сельского поселения Усинское.

## Этимология
По одной версии название произошло от тюркского слова тиш (скала, утес), по другой от русского тишь (старица, озеро в форме кольца).

## Данные водного реестра
По данным государственного водного реестра России относится к Нижневолжскому бассейновому округу, водохозяйственный участок реки — Куйбышевского водохранилища от посёлка городского типа Камское Устье до Куйбышевского гидроузла, без реки Большой Черемшан. Речной бассейн реки — Волга от верхнего Куйбышевского водохранилища до впадения в Каспий.
Код объекта в государственном водном реестре — 11010000512112100005564.